# 阿克托舒单抗
阿克托舒单抗（英语：Actoxumab）是一种人单克隆抗体，旨在预防艰难梭菌感染的复发。
与贝洛托舒单抗一样，该药物是由Medarex公司和马萨诸塞大学医学院的MassBiologics合作通过II期疗效试验开发。该项目随后被授权给默克公司进行进一步开发和商业化。
一项研究将其与贝洛托舒单抗（针对CD毒素B）进行了比较，发现阿克托舒单抗的效果较差。